# Meltem Arikan
Meltem Arıkan (Ankara, 7 de enero de 1968) es una novelista y dramaturga turca.

## Biografía
Nació y creció en Ankara, Turquía. Sus primeros cuentos y ensayos fueron publicados en varias revistas literarias entre 1992 y 1995. Su primera novela Ve… Veya… Belki… fue publicada en 1999, seguida por Evet... Ama... Sanki... en 2000 y Kadin Bedenini Soyarsa en 2002.
Su cuarta novela Yeter Tenimi Acıtmayın, que incluyó historias sobre traumas de mujeres (incluyendo abuso infantil, violaciones e incesto) había sido prohibida a comienzos 2004 por el Comité para Proteger a los Menores de Publicaciones Obscenas, un cuerpo establecido por el primer ministro turco, bajo la acusación de "escribir sobre incestos que son inexistentes en Turquía mientras se utiliza nombres turcos para los personales que intenta perturbar el orden familiar turco con una aproximación feminista". Siguiendo los procedimientos legales, la prohibición fue desechada por una corte tras dos meses, y el libro se publicó una vez más sin ser sometido a cualquier censura. Después de esta experiencia, Arıkan fue premiada con el Premio a la libertad de las ideas y declaraciones 2004 por la Asociación de Editores de Turquía.
Su quinta novela, Zaten Yoksunuz, fue publicada en 2005, seguida por Umut Lanettir en 2006. Después de sus primeras seis novelas, Arikan escribió el guion de la obra Oyunu Bozuyorum que fue estrenada por Garajistanbul en el Zürich Theatre Spectacle; por su trabajo, recibió el Premio Lions Tiyatro en 2007. 
En 2008, publicó una investigación que tituló Beden Biliyor (en español: El Cuerpo Sabe), mientras que en 2009 estrenó otra obra, Parallel, cuyo dramaturgia fue escenificada por Garajistanbul como parte del programa de Linz 2009: Capital europea de la Cultura. Su última novela, Özlemin Beni Savuran se publicó en junio de 2009.

### Novelas
- 1999 Ve... Veya... Belki..., 210 p., 3. edición 2005, ISBN 975-289-084-9
- 2000 Evet... Ama... Sanki..., 209 p., 3. edición 2004, ISBN 975-289-097-0
- 2002 Kadın Bedenini Soyarsa, 328 p., 5. edición 2005, ISBN 975-289-007-5
- 2003 Yeter Tenimi Acıtmayın, 327 p., 6. edición 2007, ISBN 975-289-108-X
- 2005 Zaten Yoksunuz, 278 p., 4. edición 2005, ISBN 975-289-206-0
- 2006 Umut Lanettir, 263 p., 2. edición 2006, ISBN 975-289-364-3
- 2009 Özlemin Beni Savuran, 190 p., ISBN 978-605-111-228-0

### Investigación
- 2008 Beden Biliyor, 139 p., 3. edición 2008, ISBN 978-9944-2-9822-3

### Obras de teatro
- 2007 Oyunu Bozuyorum (Texto: Meltem Arıkan)
- 2009 Parallel (dramaturgia: Meltem Arıkan)
- 2012 Mi Minör

### Como redactor
- 2007 - Escritos mensuales en la revista Kazete.[8]